# Église Saint-Macaire de Laerne
L'église Saint-Macaire, située dans la commune de Laerne en Flandre orientale, est un édifice dont la partie la plus ancienne est la Tour-lanterne du XVe siècle.
Cette église-halle de style gothique tardif est dédiée à Saint Macaire d'Antioche ou de Gand (nl), un homme originaire d'Antioche qui est décédé à Gand.
Un incendie en 1583 a imposé à une restauration en profondeur, à la fois en pierre de Balegem et en brique. Les travaux furent terminés en 1636. La vie de Macaire est représentée dans les vitraux. Des membres de la famille Van Vilsteren, seigneurs de Laerne au XVIIe siècle, sont enterrés dans l'église. L'orgue Lenglet de 1672 a été restauré en 1982. En 2011, la place de l'église a été entièrement rénovée durant les travaux du centre de Laerne.
Dans l'église, il y a entre autres une croix de mission du sculpteur Matthias Zens, offerte en 1884.

En 1942, l'église a été protégée en tant que monument classé. 

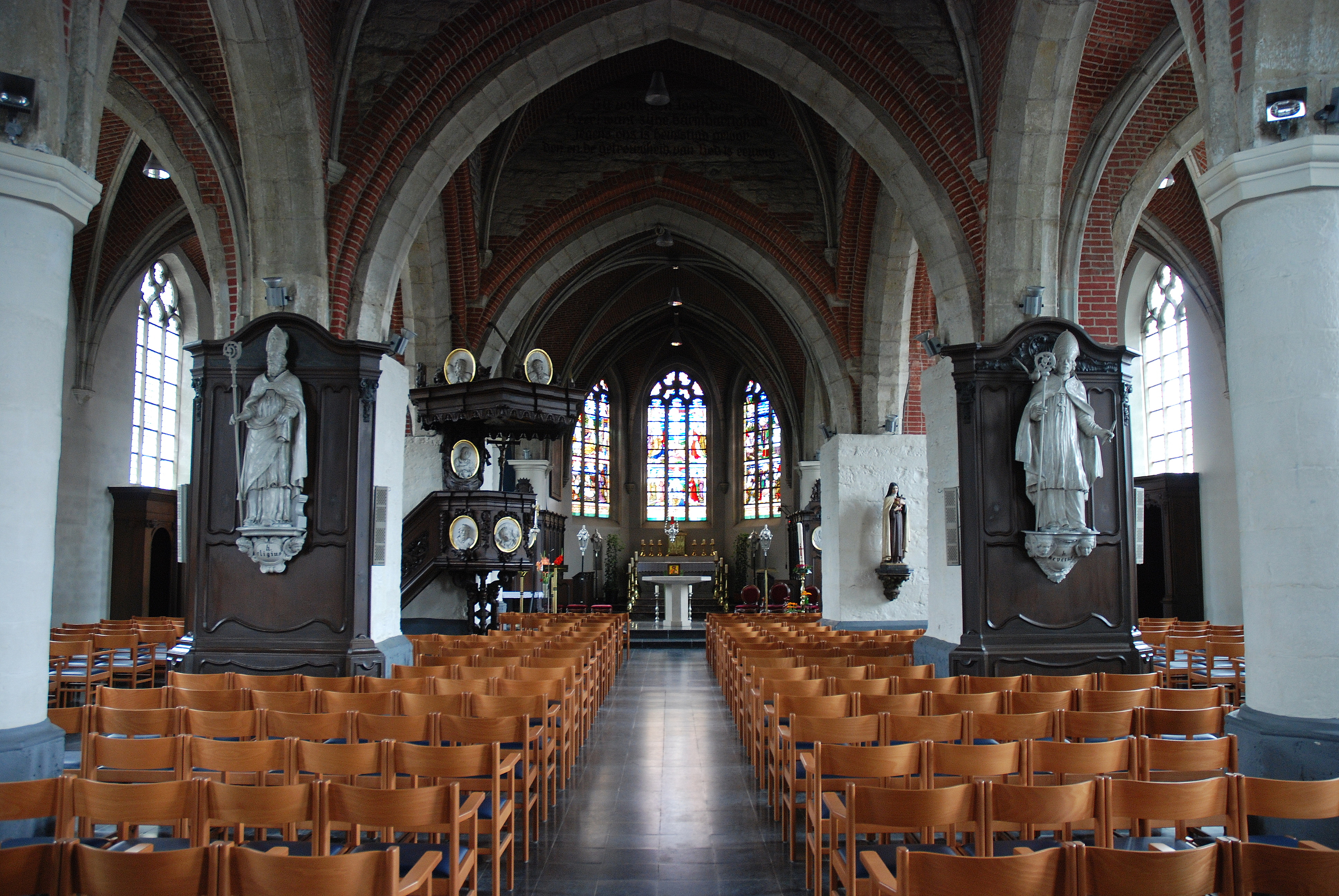
Intérieur de l'église
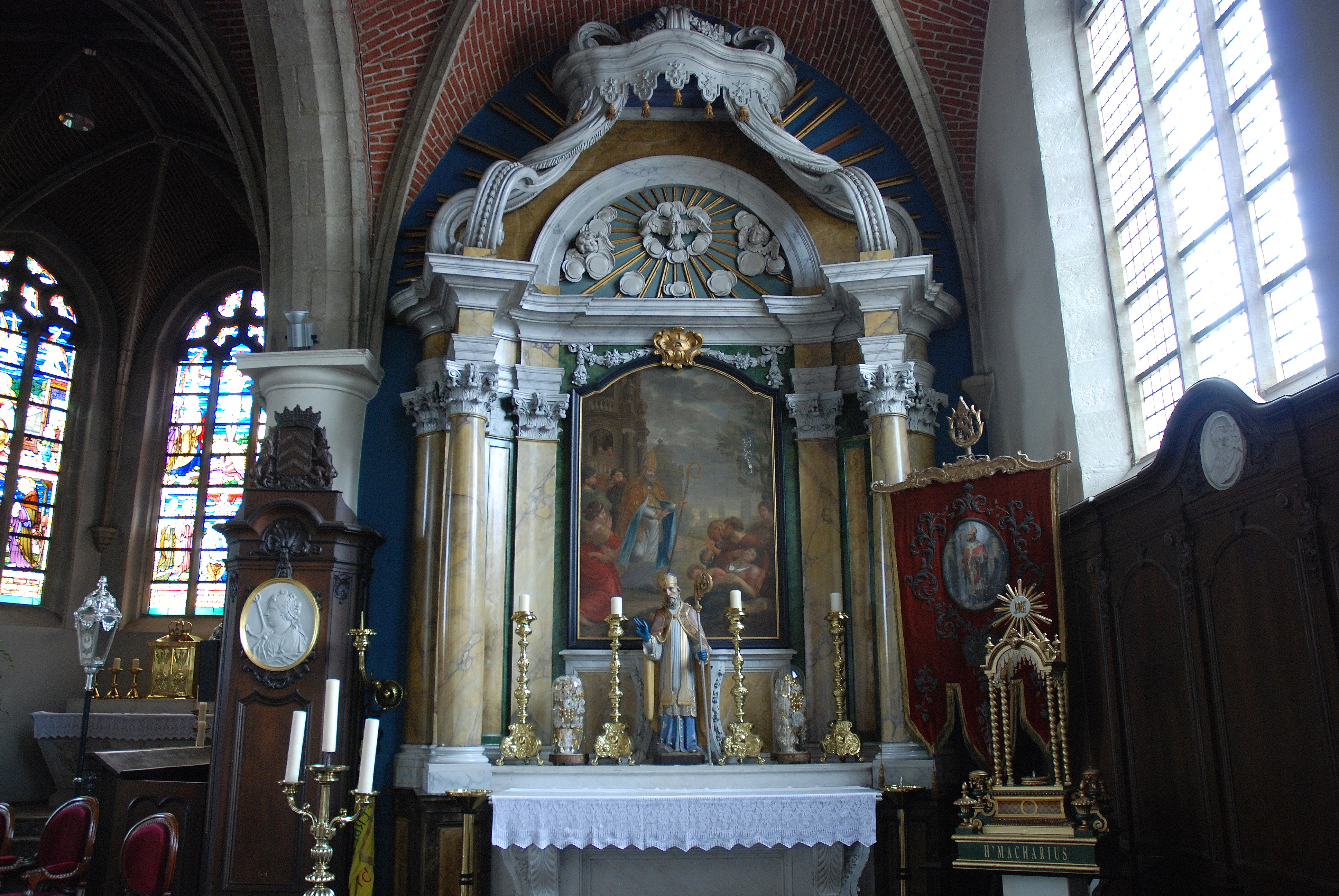
L'autel de droite
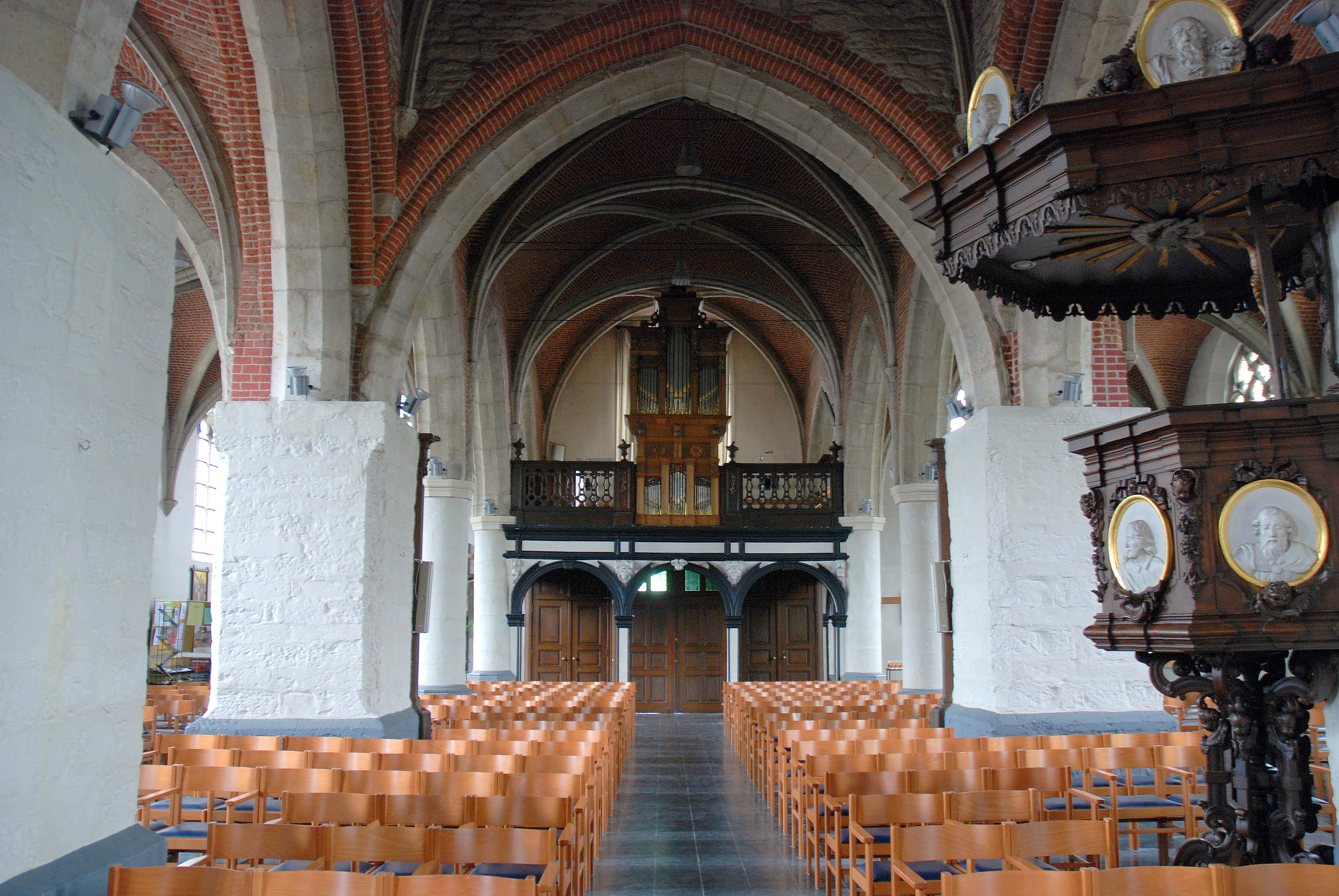
L'orgue Lenglet de 1672
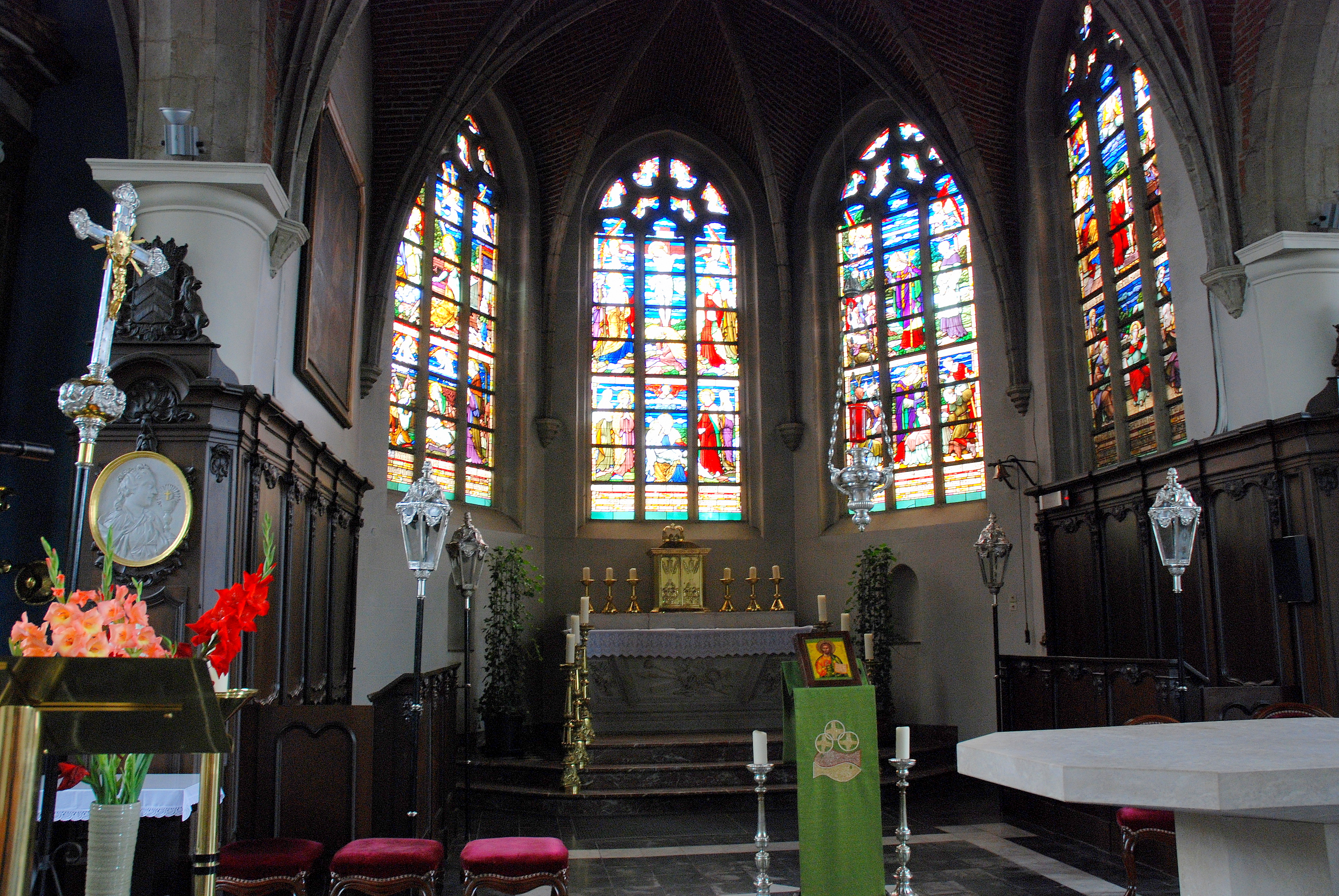
L'autel principal
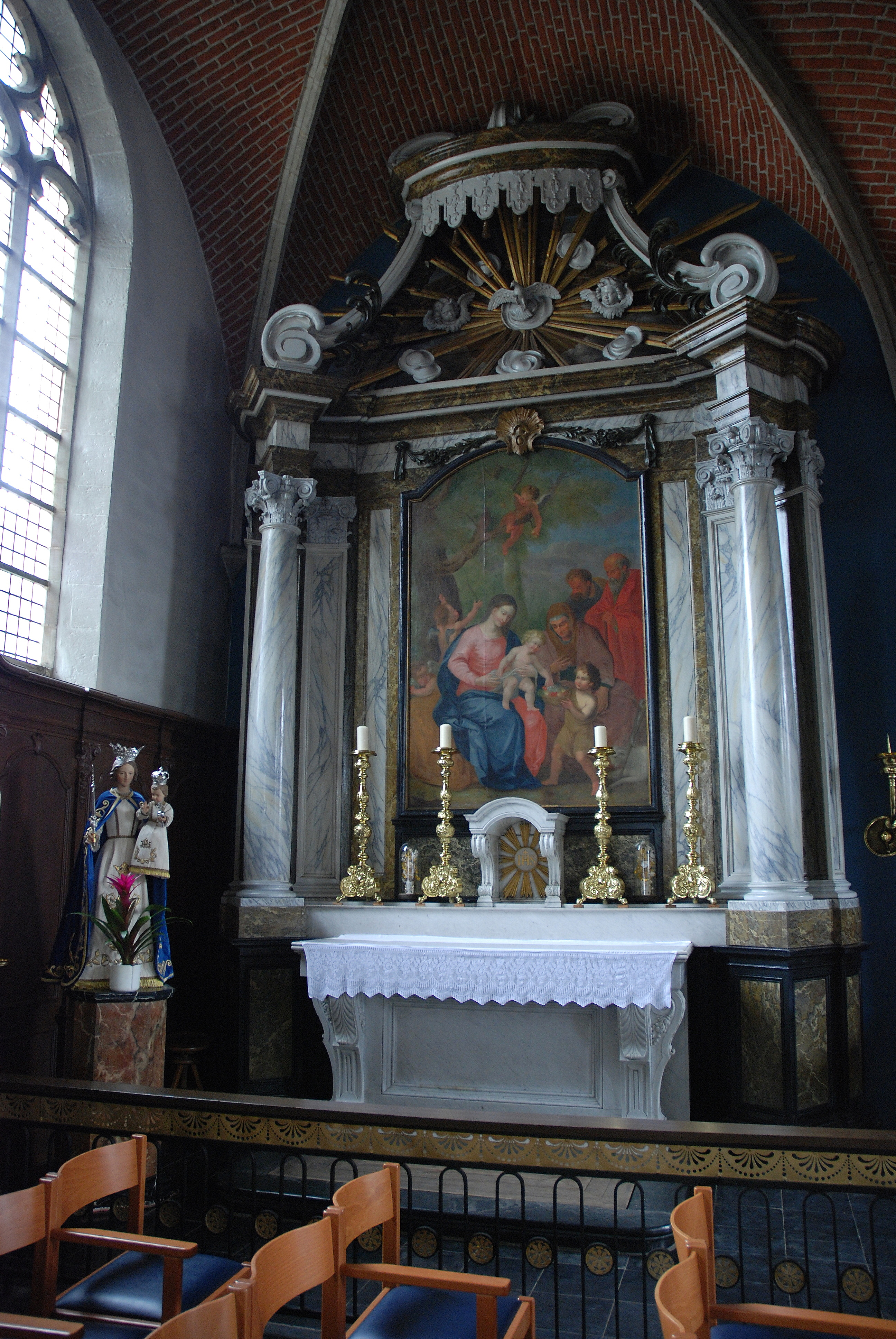
L'autel de gauche